# Darmaga
Darmaga is een bestuurslaag in het regentschap Subang van de provincie West-Java, Indonesië. Darmaga telt 3673 inwoners (volkstelling 2010).